# Zeid bin Hussein
Titre
Prétendant aux trônes d'Irak et de Syrie
14 juillet 1958 – 18 octobre 1970
(12 ans, 3 mois et 4 jours)

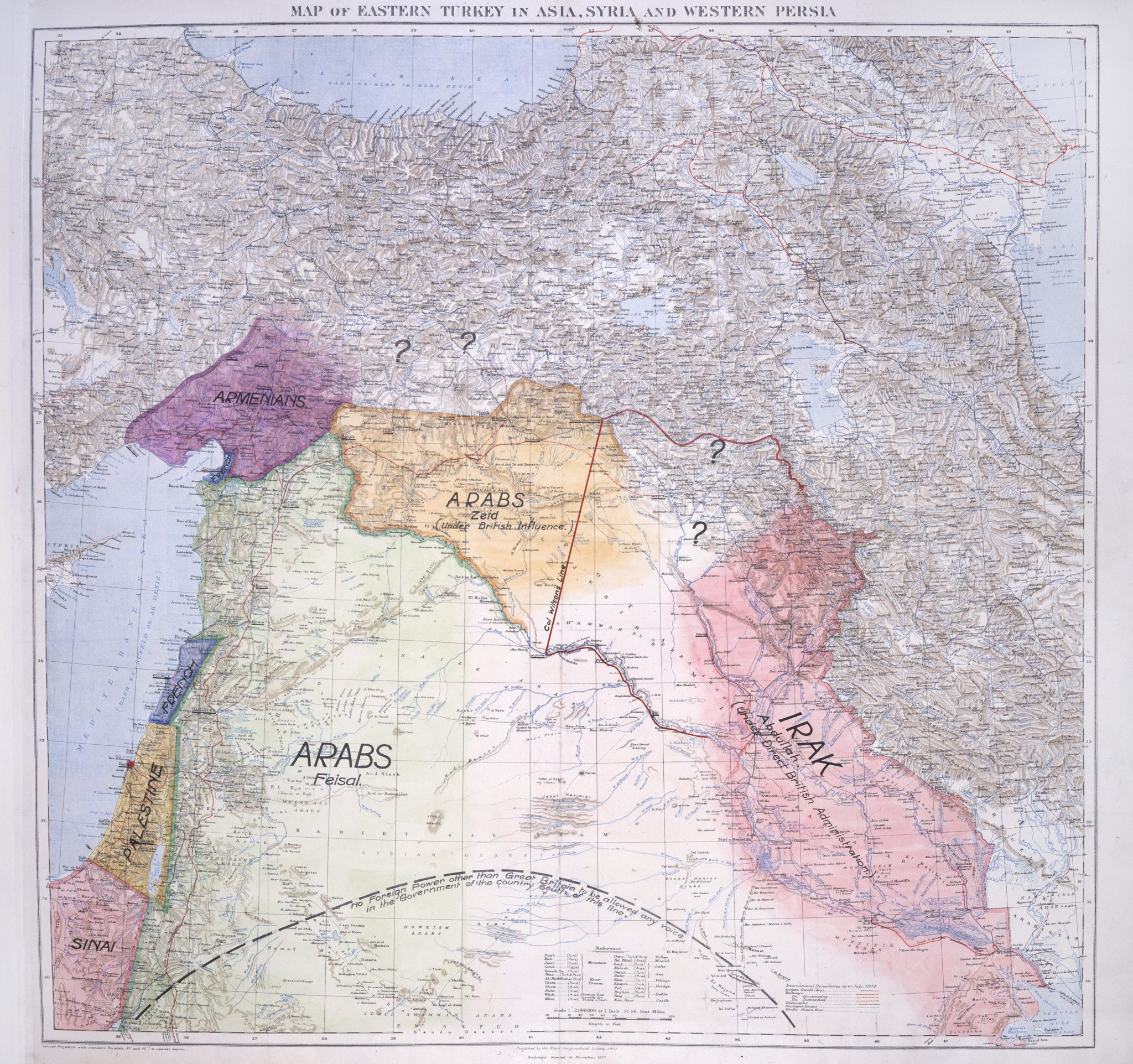
Carte présentée par TE Lawrence au Comité oriental du Cabinet de guerre en novembre 1918.

Le prince Zeid bin Hussein (en arabe : الأمير زيد بن الحسين), né le 28 février 1898 à Constantinople et mort le 18 octobre 1970 à Paris, est un prince irakien membre de la dynastie hachémite et chef de la maison royale d'Irak et de Syrie de 1958 jusqu'à sa mort, après l'extinction de la lignée royale fondée par son frère Fayçal Ier d'Irak.

## Biographie
Le prince Zeid était le quatrième fils de Hussein bin Ali, qui était le sharif et l'émir de La Mecque, et le seul fils de Hussein et de sa troisième épouse, Adila Khanum. Il a fait ses études au Galatasaray High School de Stamboul (Istanbul), au Constantinople College et au Balliol College d'Oxford.
De 1916 à 1919, le prince Zeid était le commandant de l'armée arabe du Nord. En 1918, Thomas Edward Lawrence a suggéré qu'il soit nommé roi d'une Syrie tronquée du nord-ouest. L'avènement de la domination française a entraîné son affectation en 1923 à la cavalerie irakienne et il a été promu colonel. 
Zeid a également été ambassadeur irakien à Berlin et à Ankara dans les années 30 et à Londres dans les années 50. 
Le 14 juillet 1958, le prince Zeid est devenu chef de la maison royale d'Irak, à la suite de l'assassinat de son petit-neveu le roi Fayçal II par le général Muhammad Najib ar-Ruba'i, qui a proclamé la république en Irak. Zeid et sa famille ont continué à vivre à Londres, où la famille résidait pendant le coup d'État, car Zeid était l'ambassadeur irakien là-bas.
Le prince Zeid est décédé à Paris le 18 octobre 1970 et a été enterré dans le mausolée royal du palais Raghdan, à Amman, en Jordanie. Son fils, le prince Ra'ad bin Zeid, lui a succédé à la tête de la maison royale d'Irak et de Syrie.

## Mariage et descendance
En novembre 1933, Zeid a épousé la princesse Fahrelnissa Zeid à Athènes, en Grèce. Ensemble, ils ont eu un fils, le prince Ra'ad bin Zeid, né le 18 février 1936, marié à Margaretha Inga Elisabeth Lind.

## Titre et honneurs
Titulature
- 28 février 1898 - 18 octobre 1970 : Son Altesse royale le prince Zeid bin Hussein, prince d'Irak et de Syrie.

Distinctions
- Royaume-Uni : chevalier grand-croix de l'ordre de Victoria
- Royaume-Uni : chevalier grand-croix de l'ordre de l'Empire britannique